# Tiko Air
Tiko Air is een Malagassische luchtvaartmaatschappij voor binnenlandse vluchten en heeft haar thuisbasis in Antananarivo. Tiko Air is opgericht in 2000 door Air Madagascar en de Tiko holding (een bedrijf dat eigendom is van de ex-president van Madagaskar, Marc Ravalomanana).
De vloot van Tiko Air bestaat uit één vliegtuig; de ATR 42-320 (november 2010).